# Křivý dům
Křivý dům (polsky Krzywy Domek), dokončený roku 2004, stojí ve čtvrti Dolny Sopot města Sopoty v ulici Bohaterów Monte Cassino, č. p. 53. Dům byl postaven podle projektu architektů Szczepana Szotyńského, Malgorzaty Kruzsko-Szotyńské a Leszka Zaleského jr., jejichž inspirací byly kresby Jana Marcina Szancera a Pera Dahlberga.
Objekt tvoří část obchodního centra „Rezydent”. V přízemí se nachází obchody, gastronomický úsek a herna. V budově mj. sídlí také od roku 2007 Radio RMF FM a RMF MAXXX.
Křivý dům měl od začátku své příznivce i odpůrce. Avšak v současnosti patří mezi jednu z největších atrakcí v Sopotech. Uvnitř se nachází stěna s podpisy známých osobností, které se zde zúčastnily společenských akcí. Díky tomu, že byl dům od začátku projektován jako multifunkční, se stal pro investory výdělečným. Motto stavby je „Křivý dům – místo, které nikdy nespí“.

## Galerie

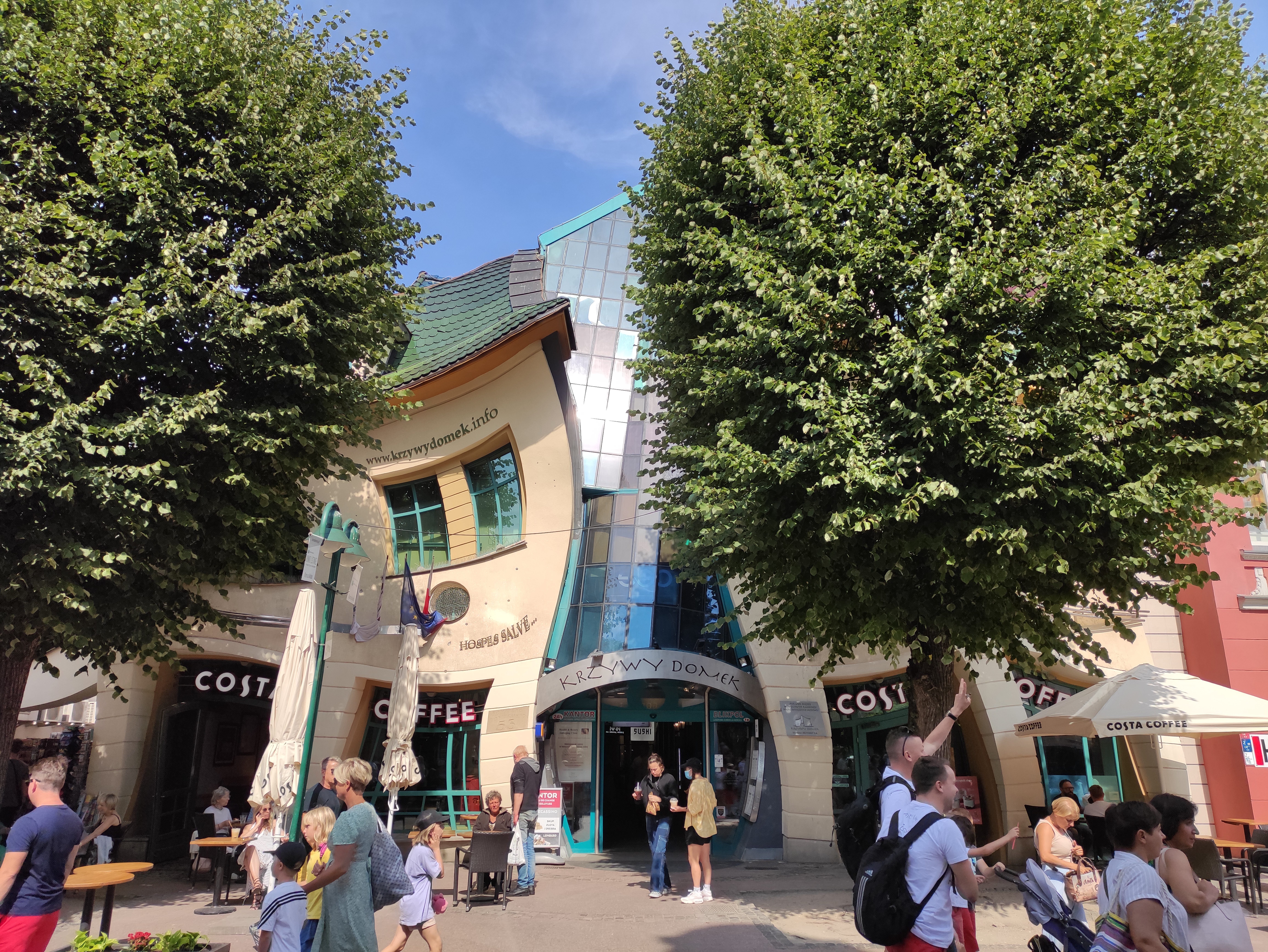
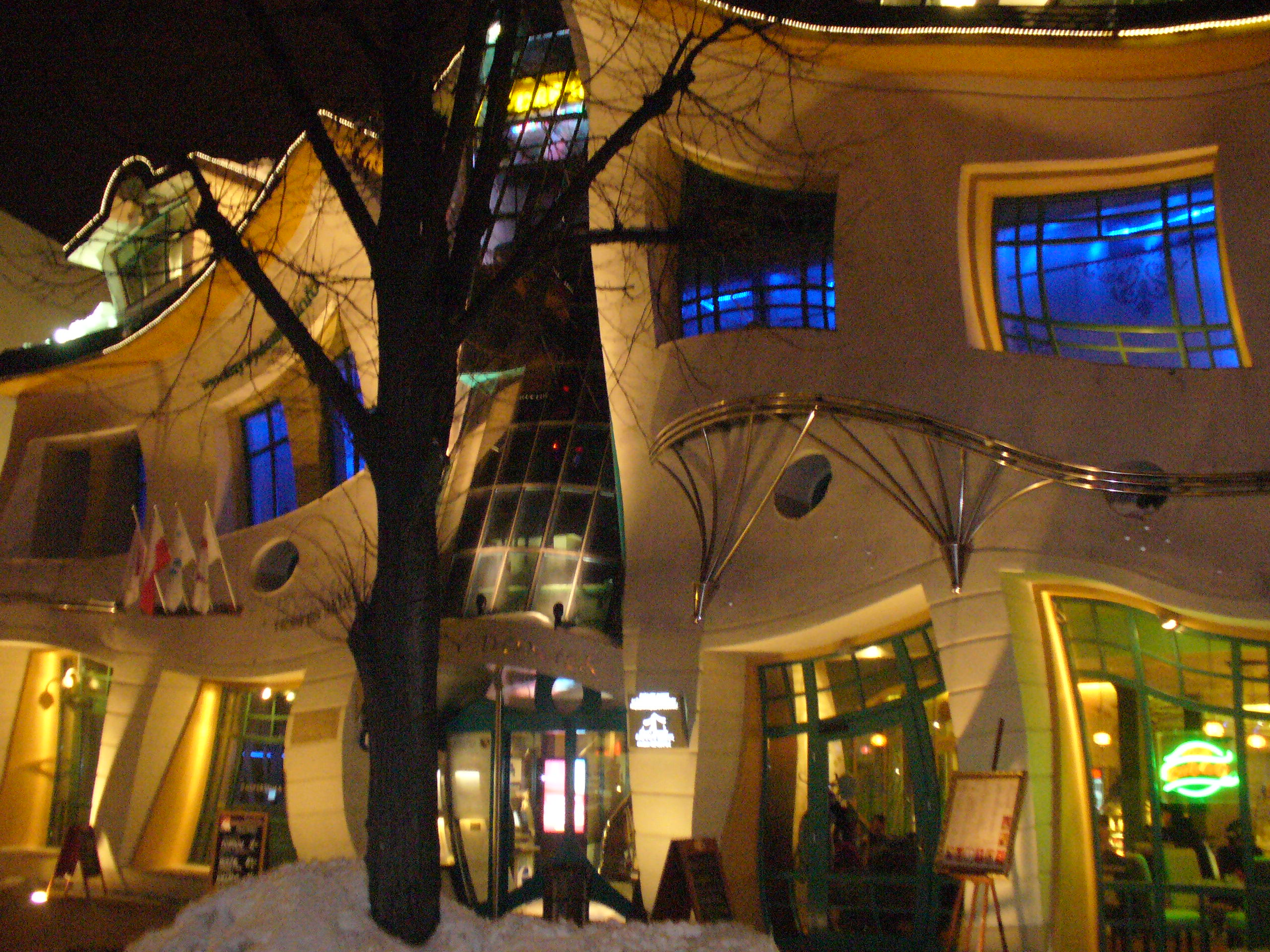
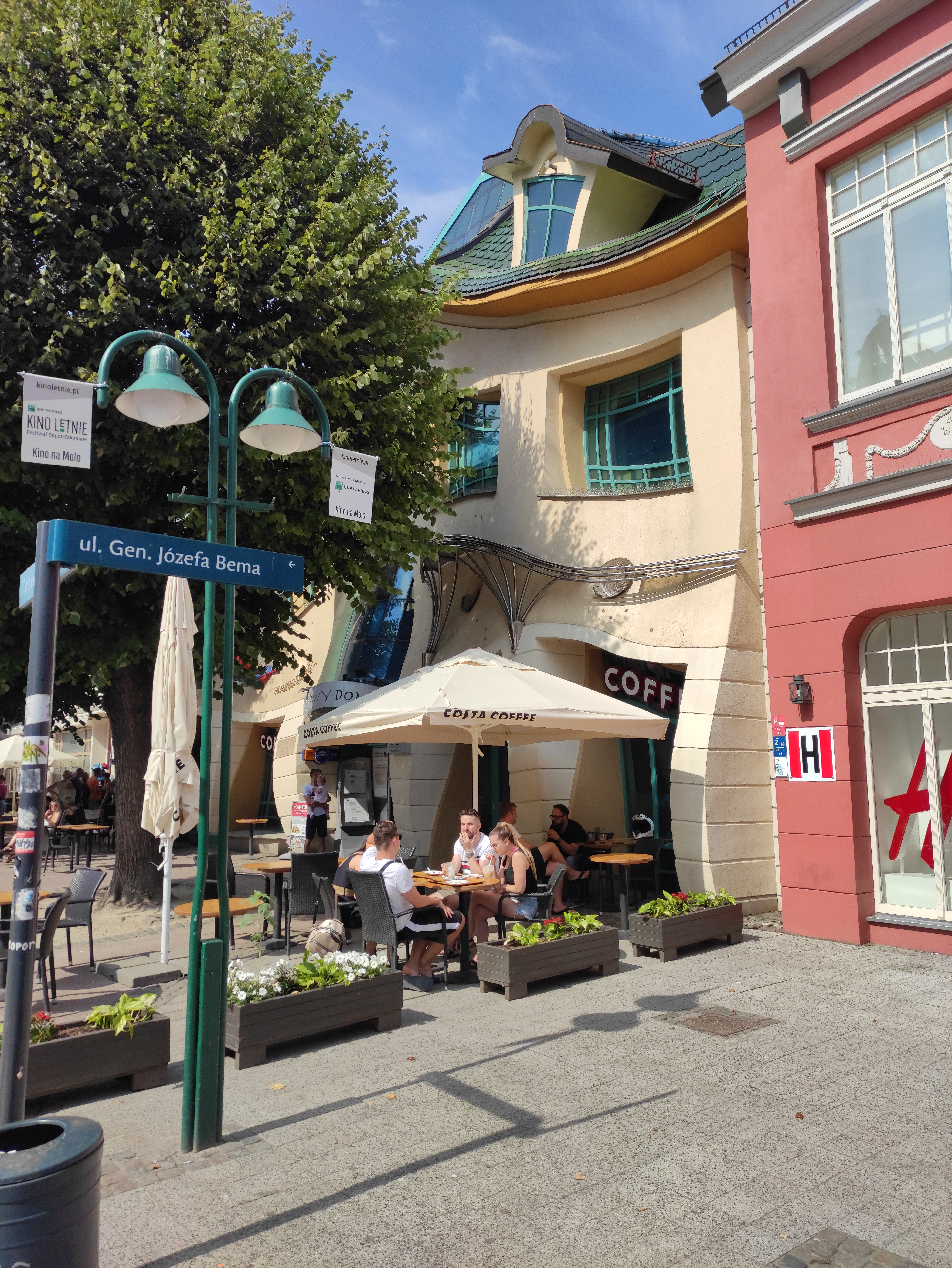
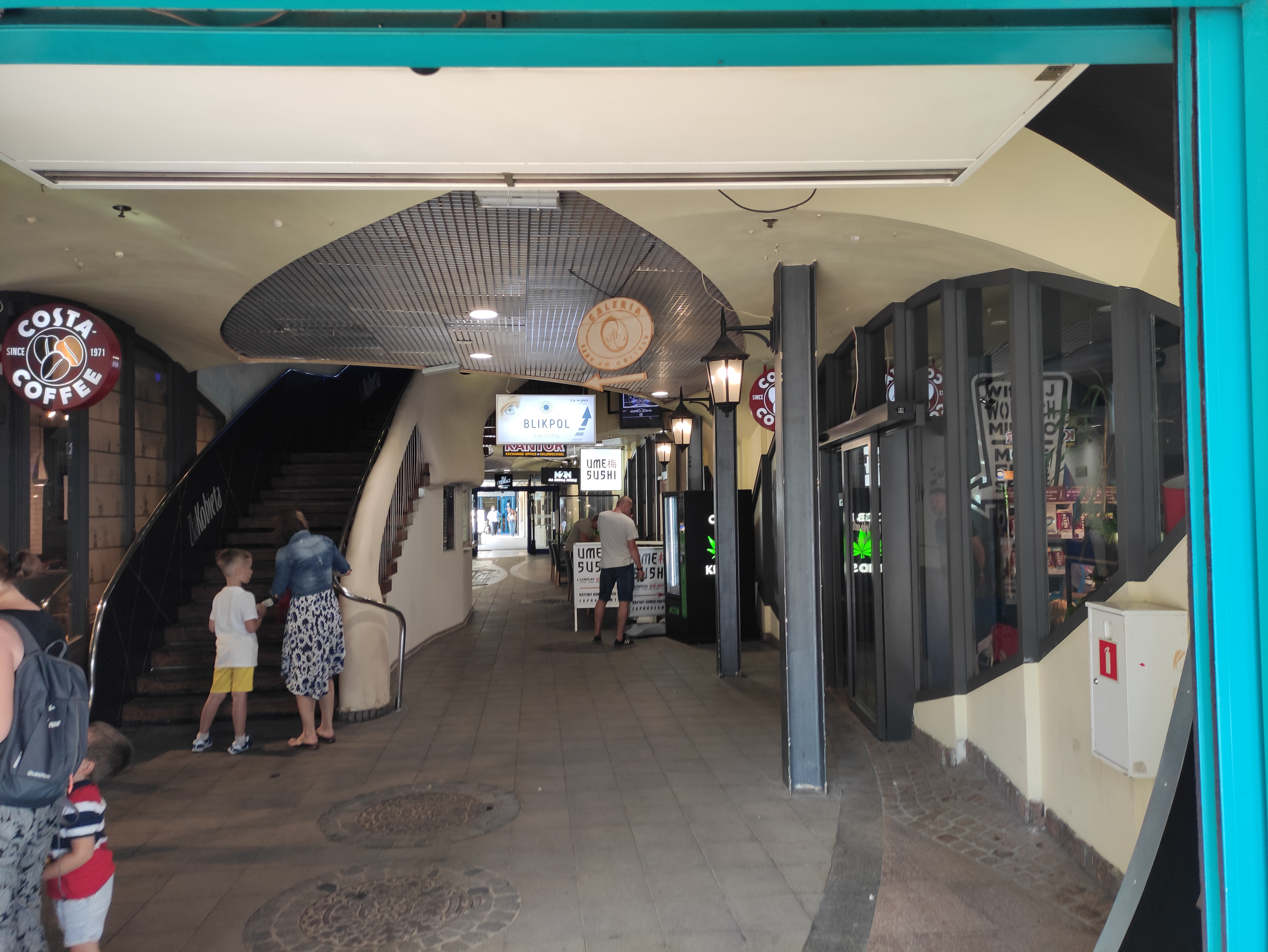
interiér
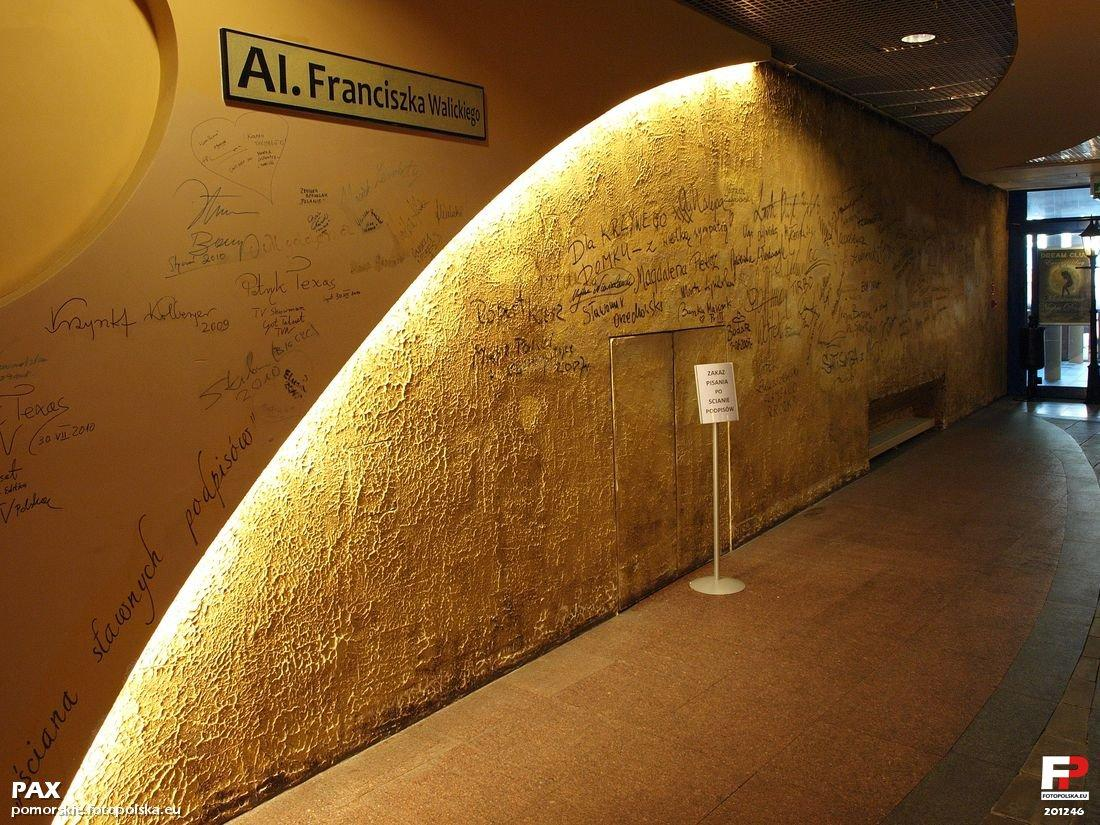
interiér